# یوهان جاکوب نرواندر
یوهان جاکوب نرواندر (انگلیسی: Johan Jakob Nervander؛ ۲۳ فوریه ۱۸۰۵ – ۱۵ مارس ۱۸۴۸ (۴۳ ساله)) دانشمند در زمینه فیزیک اهل فنلاند بود.

## زندگی
پدرش داروساز در یوسیکاوپونکی و مادرش بیتا برگبوم بود. در سال ۱۸۲۰، نورواندر در آکادمی رویال تورکو پذیرفته شد. با یک بورس تحصیلی توسط آکادمی سلطنتی تورکو به او اعطا شد. در طی این سفر وی پس از ملاقات ویلهلم ادوارد وبر و کارل فردریش گاوس در گوتینگن در سفرهای خود در اروپای مرکزی به ژئومغناطیس علاقه‌مند شد. از استکهلم از طریق سن پترزبورگ به هلسینکی بازگشت.
در سال ۱۸۴۶ او به عنوان استاد فیزیک در دانشگاه هلسینکی منصوب شد و جانشین گوستاف گابریل هالستروم شد. در سال ۱۸۴۸ با بیماری آبله بیمار شد و در همان سال درگذشت.